# Lacres
Lacres es una comuna francesa situada en el departamento de Paso de Calais, en la región Alta Francia .

## Demografía
| 225 | 211 | 194 | 193 | 190 | 161 | 247 |
| Para los censos de 1962 a 1999 la población legal corresponde a la población sin duplicidades (Fuente: INSEE [Consultar]) |     |     |     |     |     |     |